# Hesperia (Califórnia)
Hesperia é uma cidade localizada no estado americano da Califórnia, no Condado de San Bernardino. Foi incorporada em 1 de julho de 1988.

## Geografia
De acordo com o United States Census Bureau, a cidade tem uma área de 189,6 km², onde 189,3 km² estão cobertos por terra e 0,3 km² por água.

### Localidades na vizinhança
O diagrama seguinte representa as localidades num raio de 24 km ao redor de Hesperia.

## Demografia
Segundo o censo nacional de 2010, a sua população é de 90 173 habitantes e sua densidade populacional é de 476,28 hab/km². Possui 29 004 residências, que resulta em uma densidade de 153,19 residências/km².